# 마거리트만

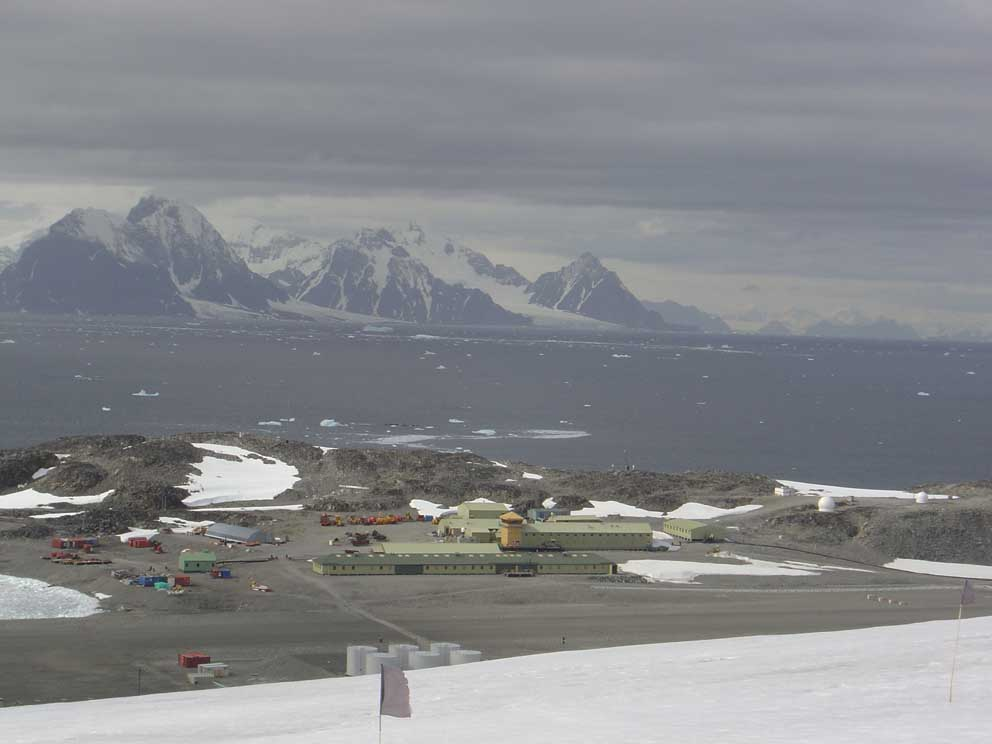

마거리트 만(Marguerite Bay)은 남극 반도의 서쪽에 위치하는 광대한 만이다. 북쪽으로 애들레이드 섬이 있고, 남쪽으로 워디 빙붕, 조지 6세 사운드, 알렉산더 섬이 있는 것 외에 항만에는 호스쇼 섬 등의 섬들이 뜬다. 1909년 장바티스트 샤루코가 이끄는 프랑스 남극 탐험대에 의해 발견되었고, 그의 아내 이름을 따서 마거리트 만이라고 이름이 붙여졌다.